# Florian Hecht
Florian Hecht (né le 30 mai 1993 à Berlin) est un joueur allemand de volley-ball. Il mesure 2,00 m et joue central.

## Clubs
| Club                     | De        | À |
| ------------------------ | --------- | - |
| Berlin Recycling Volleys | 2013-2014 | … |

## Palmarès
- Championnat d'Allemagne (1)
  - Vainqueur : 2014